# Hanna Nicole
Hanna Nicole Perez (Lake Charles, Luisiana, 25 de junio de 1985) es una cantante, compositora y productora mexicoestadounidense. Integrante del dúo musical Ha*Ash junto con su hermana Ashley Grace. 
Nacida en Luisiana y criada entre su ciudad natal y Ciudad de México, desde temprana edad comenzó a cantar góspel en el coro de las iglesias en Lake Charles. Es autora y coautora de gran parte de los temas que ha publicado con Ha*Ash, además de formar parte en la coproducción del quinto álbum de estudio del dúo lanzado en 2017. Hasta ahora, el dúo ha lanzado seis álbumes de estudio: Ha*Ash (2003), Mundos opuestos (2005), Habitación doble (2008), A tiempo (2011), 30 de febrero (2017) y Haashtag (2022), y dos discos en vivo: Primera fila: Hecho realidad (2014) y Ha*Ash: En vivo (2019). Toda su discografía se encuentra disponible en el catálogo de la discográfica Sony Music Latin.

## Biografía
Hanna Nicole nació el 25 de junio de 1985 en Lake Charles. Es la segunda hija del antiguo matrimonio conformado entre la profesora Mathilda Pérez (Mosa, de soltera) y el analista financiero Antonio Pérez, ambos estadounidenses. Tiene cinco hermanos: Steven, Ashley Grace (quien también es cantante), Samantha, Charlie y Josie Pérez, los tres primeros son de ese antiguo matrimonio y los últimos de la nueva relación de su padre. A causa de que este último trabajaba fuera de su localidad natal, tuvo que ser criada entre Lake Charles y Ciudad de México, viviendo por momentos seis meses del año en cada ciudad. Siendo el inglés su idioma materno y el cual habla en su vida privada, desde pequeña, su padre y abuelo (de origen mexicano) le enseñaron a hablar español, perfeccionándolo en la escuela moderna americana en la que estudiaba en México.
Desde pequeña se inclina por el arte, siendo la música su principal pasión. Inicia su trayectoria como cantante a la edad de seis años, cuando comenzó a cantar góspel en el coro de la iglesia de Lake Charles, en la cual su abuela participaba. Las clases de música y el entrenamiento se convirtieron en parte de sus tareas diarias, realizando gira por Luisiana a los doce años, cantando en ferias, rodeos, llegando a participar en Angola, la prisión estatal más grande de los Estados Unidos. Junto con su hermana Ashley, toma cursos de tap, jazz, ballet, hiphop, gimnasia, actuación, teatro, expresión corporal. Estudia piano, guitarra y aprende a tocar la armónica y batería.

## Carrera

### 2002-presente: Ha*Ash
A sus dieciséis años, el secretario de Estado de Luisiana la invita junto con su hermana a formar parte del turismo del lugar como «Railroad Festival», «The Luisiana Music Cavalcade», entre otros. Después de presentarse en dichos eventos, graban un demo en español junto con Ashley, siendo Sony Music la disquera que colaboró y confió en ellas gracias al que surge Ha*Ash, dueto de pop, rock y country integrado por las hermanas Pérez Mosa.
Con la ayuda de su hermana, graba su primer álbum homónimo, Ha*Ash, producido por Áureo Baqueiro, logrando posicionar todos sus sencillos en el top diez de la radio nacional de México. Ese mismo año fueron premiadas como artista revelación por parte de la Academia Nacional de la Música. En 2005 graban su segundo disco de la mano del mismo productor, con las colaboraciones de Gian Marco, y que lleva por título Mundos opuestos basándose en el carácter diferente que tiene con su hermana Ashley. Fueron premiadas como artista revelación en los Premios Lo Nuestro.
A principios de 2008, entran a los estudios de grabación en Nashville, Tennessee, para preparar su tercer álbum Habitación doble, con la participación de un nuevo productor Graeme Pleth y el mismo Áureo Baqueiro. En 2009 recibió el premio a canción del año por el tema «No te quiero nada», entregado por la Sociedad Americana de Compositores, Autores y Editores (ASCAP). Tres años pasaron entre el último disco de Ha*Ash y esta producción titulada A tiempo, donde trabajaron con su productor de cabecera Áureo, pero, además, invitaron al italiano Michele Canova, quien las ayudó a encontrar nuevos caminos en el que se pudiera notar su evolución y su madurez.
Tras renovar su contrato con Sony Music, Ha*Ash inició las preparaciones para su primer disco en vivo titulado Primera fila: Hecho realidad, hasta hoy en día es el dúo de pop de la actualidad con más discos vendidos del formato primera fila a nivel internacional. En diciembre de 2017, regresaron con una nueva propuesta, titulada 30 de febrero, la misma cuenta con 12 canciones, con nuevos ritmos, tonos y melodías. A finales de 2018, fueron premiadas a mejor artista latinoamericano norte en los premios MTV Europe Music Awards.
El 18 de noviembre de 2019, interpretaron por primera vez el himno nacional estadounidense, The Star Spangled Banner, en un partido de la National Football League (NFL), llevado a cabo en el Estadio Azteca de Ciudad de México. El 26 de noviembre, anunciaron la fecha del lanzamiento de su producción Ha*Ash: En vivo para el 6 de diciembre de 2019. Dicho material discográfico en formato CD/DVD, cuenta con el concierto grabado el 11 de noviembre de 2018, en el Auditorio Nacional de México.

### Otros proyectos
En el 2008 participó en el tributo al grupo El Gran Silencio con la canción «Ven y pruébame» en el programa Noche de Estrellas. Ha colaborado en diversos programas y series, en 2009 fue parte del doblaje en español de la cinta Igor. En 2012 participó en el programa de talentos La voz... México, como asesora del equipo de Beto Cuevas, y en la serie Toma dos con Phineas y Ferb. Además de participaciones en el programa Me pongo de pie, en el doblaje de Sing: ¡Ven y canta! y Sing 2, y su participación como jurado en el Festival Internacional de la Canción de Viña del Mar.
Hanna ha sido destacada por componer junto con su hermana gran parte de los temas de Ha*Ash, actualmente cuentan con alrededor de cien canciones compuestas, incluyendo aquellas que únicamente han sido registradas.

## Filantropía

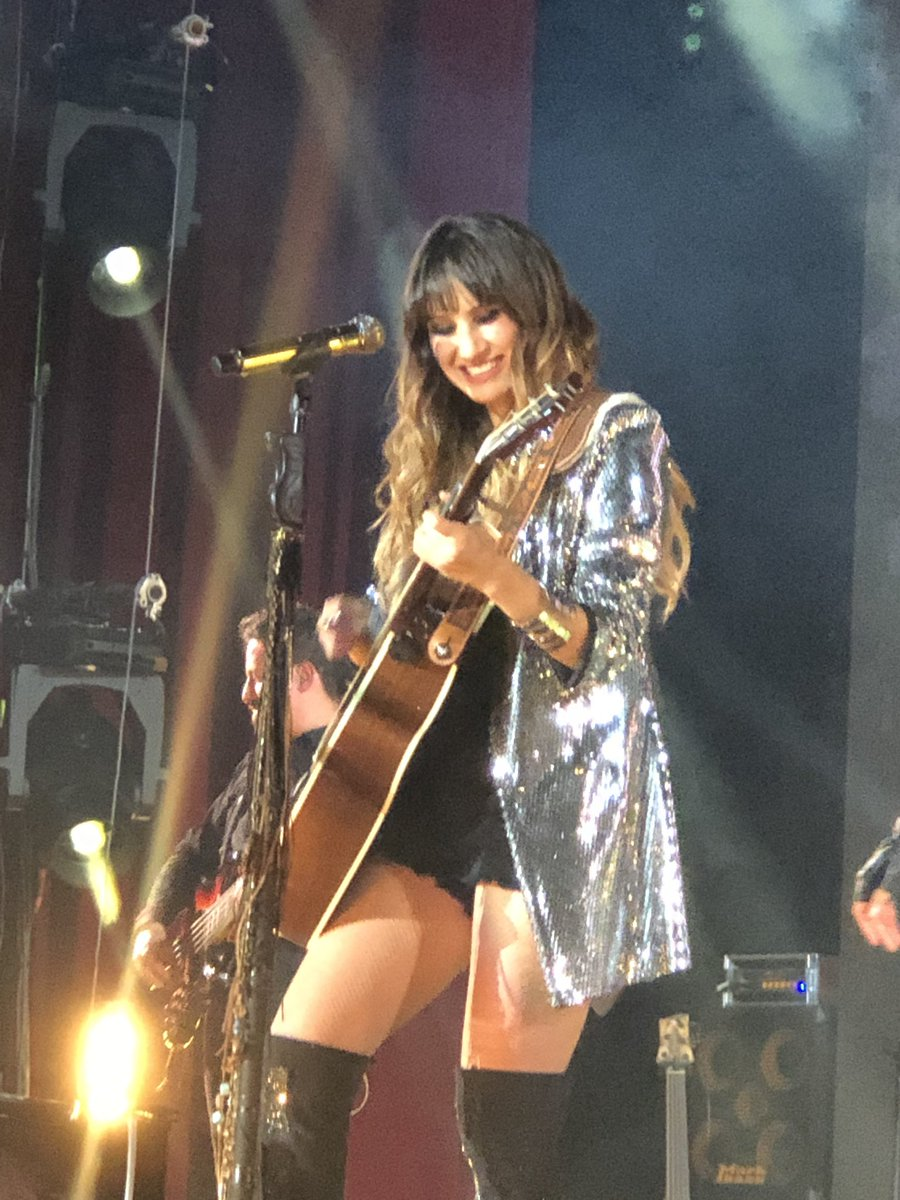
Hanna Nicole en la Gira 100 Años Contigo, el 11 de noviembre de 2018.

En diciembre del 2007, se suma a labores benéficas al lanzar junto con su hermana Ashley el Fondo Ha*Ash, a fin de trabajar en conjunto con la Fundación CIE.
Fue nombrada embajadora de la fundación Save the Children en el 2010. para la protección de los derechos de los niños. Participa de muy cerca con la fundación Ellen West que lucha contra la anorexia. Ese mismo año junto a su hermana grabaron el tema «Latente» para plasmar las experiencias vividas en la visita que realizaron a Haití, luego del terremoto que azotó a ese país, cuyas ganancias fueron donadas a los niños del lugar, a través de dicha fundación. Ha participado de forma activa desde 2010, colaborando con el proyecto de #NiñezMigrante en Chiapas y Puebla, entre otras causas. La cantante también brindan apoyo a través del mismo fondo a niños y jóvenes que padecen de síndrome de Down.

## Influencias
Hanna expresado su admiración a artista como Shania Twain, Loretta Lynn, Dixie Chicks y Patsy Cline, entre otros, debido a que desde pequeña creció escuchando a diversos artistas country por la influencia de su madre. Por la misma razón, optaron por traducir con Ha*Ash esas canciones al español y empezar un proyecto musical en México; aunque dicho estilo country no encajara con el mercado latino. Dentro de sus géneros musicales, abarca el country, pop country, funk, pop rock, electropop, pop latino y la balada romántica.

## Vida privada
Al igual que su hermana, Hanna no ha tenido una vida privada muy abierta de cara al público, de las pocas situaciones que ha hablado fue sobre el divorcio de sus padres, quienes se separaron a principios del 2005, cuando estaba en la grabación de su segundo álbum con Ha*Ash. «Todo no fue suficiente» y «Sé que te vas» fueron algunas de las canciones que plasma dicha situación. Es amante de los animales y en sus tiempos libres se dedica a rescatar perros y gatos que se encuentran en la calle, para buscarles un hogar donde les brinden cuidado. Es así, como rescató a su primera perra llamada Candelaria.
Contrajo matrimonio el día sábado 9 de enero de 2016 con su prometido, Juan Carlos Herrera, tras 4 años de relación, luego de que en noviembre de 2015 le propusiera matrimonio durante una entrevista. La boda se llevó a cabo en Cuernavaca, Morelos, y tanto la ceremonia religiosa como la civil fueron en inglés, siendo su hermana Ashley y la cantante Joy Huerta las damas de honor y las encargadas de cantar el vals para los recién casados. El 8 de diciembre de 2019, durante la parte final de un concierto con Ha*Ash, se lanzaron papeles de color rosa metálico al finalizar la presentación del tema «Perdón, perdón». Posteriormente, el 19 de diciembre, anunció que estaba esperando a su primera hija, detallando que esos papeles lanzados reflejaban el sexo del bebé. El 2 de junio de 2020, nació su hija, Mathilda Grace Herrera, en Houston, la cual fue anunciada por la cantante al día siguiente. Su nombre, Mathilda, fue en honor a su madre y Grace por su hermana Ashley.
Hanna habla inglés y español, y actualmente reside en Houston, Texas.

## Discografía

### ConHa*Ash
Álbumes de estudio
- 2003: Ha*Ash
- 2005: Mundos opuestos
- 2008: Habitación doble
- 2011: A tiempo
- 2017: 30 de febrero
- 2022: Haashtag

Álbumes en vivo
- 2014: Primera fila: Hecho realidad
- 2019: Ha*Ash: En vivo

### Créditos de composición para otros artistas
| Año  | Canción                | Otro artista(s)   | Álbum               | Nota              | Ref.          |
| ---- | ---------------------- | ----------------- | ------------------- | ----------------- | ------------- |
| 2006 | «Pensé»                | Grupo Play        | Días que no vuelven | Composición       | [ 73 ] [ 74 ] |
| 2010 | «A paso lento»         | Diana Reyes       | Ámame, bésame       | Composición       | [ 73 ] [ 75 ] |
| 2012 | «Más que amigos»       | Danna Paola       | Danna Paola         | Composición       | [ 76 ]        |
| 2015 | «A tus pies»           | Ana Torroja       | Conexión            | Composición       | [ 77 ]        |
| 2019 | «Rosas en mi almohada» | María José Loyola | Conexión            | Voz y composición | [ 78 ]        |

## Filmografía y videografía

### Películas
| Año  | Película            | Personajes | Trabajo        | ref    |
| ---- | ------------------- | ---------- | -------------- | ------ |
| 2009 | Igor                | Mela       | Voz en español | [ 40 ] |
| 2016 | Sing: ¡Ven y canta! | Rosita     | Voz en español | [ 44 ] |
| 2021 | Sing 2              | Rosita     | Voz en español | [ 45 ] |

### Televisión
| Año  | Programa                    | Personaje  | Trabajo               | ref    |
| ---- | --------------------------- | ---------- | --------------------- | ------ |
| 2012 | La voz... México            | Ella misma | Cocoach (Beto Cuevas) | [ 79 ] |
| 2012 | Toma dos con Phineas y Ferb | Ella misma | Invitada (cap. 25)    | [ 42 ] |
| 2015 | Me pongo de pie             | Ella misma | Entrenadora/capitana  | [ 43 ] |
| 2015 | Ven, baila, quinceañera     | Ella misma | Invitada              | [ 80 ] |
| 2018 | Festival de Viña del Mar    | Ella misma | Jurado internacional  | [ 46 ] |
| 2022 | La voz... México            | Ella misma | Coach                 | [ 81 ] |
| 2023 | Mi música, mi tierra        | Ella misma | Documental            | [ 82 ] |

## Premios y nominaciones
| Año  | Premio | Trabajo nominado       | Categoría                   | Resultado | Ref.   |
| ---- | ------ | ---------------------- | --------------------------- | --------- | ------ |
| 2012 | SACM   | «Te dejo en libertad»  | Composición y éxito del año | Ganadora  | [ 23 ] |
| 2013 | SACM   | «¿De dónde sacas eso?» | Composición y éxito del año | Ganadora  | [ 23 ] |
| 2015 | SACM   | «Perdón, perdón»       | Composición y éxito del año | Ganadora  | [ 23 ] |
| 2016 | SACM   | «Lo aprendí de ti»     | Composición y éxito del año | Ganadora  | [ 23 ] |